# Jone Frigerio
Jone Frigerio, född 11 januari 1877 som Jone Fortunata Carolina Cristina i Rom, död 1 januari 1963 på samma ort, var en italiensk skådespelare, framför allt verksam på teaterscenen men mest ihågkommen för några minnesvärda roller som en kolerisk och bestämd äldre dam under en drygt 20-årig filmkarriär som började sent. Frigerio debuterade som filmskådespelare i Raffaello Matarazzos regidebut Treno popolare (1933) och medverkade därefter i sammanlagt ett 20-tal långfilmer.

## Biografi
Jone Frigerio föddes i en känd teaterdynasti där skådespelaryrket gick i arv från föräldrarna till barnen på ett närmast självklart sätt. Hennes bror Olinto Cristina medverkade i ett stort antal filmer och var även verksam som röstskådespelare. Hennes systrar Ines Cristina Zacconi och Ada Cristina Almirante tillhörde båda sin tids kända kvinnliga skådespelare på teaterscenen. 
Frigerio hade fram till 1930-talet haft en lång karriär i olika teatersällskap under ledning av bland andra Annibale Ninchi och Dario Niccodemi och hade egentligen redan börjat trappa ner skådespelandet när Matarazzo erbjöd henne en roll i Treno popolare. Hon accepterade rollen som den sarkastiske och hämndlystne hustrun till en vänsterprasslande medelålders man (Cesare Zoppetti) och paret fick mycket positiva recensioner för sina prestationer i en film som i övrigt blev rätt illa åtgången av kritikerna och särskilt publiken. Den kvinnotypen förblev återkommande i Frigerios filmer tillsammans med den mästrande modern och den förnäma adelsdamen som såg ner på sin omgivning. 
De allra flesta av Frigerios filmer tillkom under årtiondet efter Treno popolare. Efter en liten men uppmärksammad roll som huvudpersonens stränga och vasstungade farmor i Vittorio De Sicas  första dramafilm Barnen ser oss (1943) drog sig Frigerio tillbaka från skådespelandet vid 66 års ålder. Hon lät sig senare övertalas att medverka i ytterligare två filmer och gjorde sin sista roll i Mario Monicellis film Un eroe dei nostri tempi (1955).